# Tifon 2a
ティフォン-2A（スペイン語: tifon、台風の意、T-55M8A2）は技術者セルジオ・カサナベ・ケロパーナとウクライナ・ハルキウのO・O・モローゾウ記念ハルキウ機械製造設計局が開発した主力戦車。ティフォン-2AはT-55中戦車を改良したT-55AGMモデルをベースにした、一連のモデルの集大成である。ティフォン-2Aの乗組員は運転手、砲手、戦車長の3人となっている。射撃管制システムはIOL-V弾道計算機で構成されており、砲手と戦車長の両方が操作できる。主砲は電子システムで2軸安定化されており、レーザー距離計、砲手用の1G46M照準装置、戦車長用のPNK-5照準装置も備えており、これらも独立して安定化されている。ティフォン-2Aは砲手と戦車長の両方が使用できる "BURAN CATHERINE-E" 統合照準器を使用して、日中と夜間に発砲することが可能である。BURANは日中、夜間および煙や霧などの大気条件で最大12km離れた標的を検出する機能を備えており、運転手はTVN-5パッシブ・ナイトビュワーを使用する。

## 開発
ペルー陸軍のT-55戦車は、他の地域の戦車と比べて技術的に古くなっているため、セルジオ・カサナベ・ケロパーナ（武器・弾薬の博士号を持つペルー人エンジニア）はティフォン・プロジェクトを立ち上げ、ウクライナのハリコフにあるKMDBで開発した。この開発はT-55AGMをベースにして行われた。数ヶ月にわたるテストのと研究の結果、T-90やルクレールAMX-56などの、成功した他の戦車の経験を基にするのが最善であるという結論に達した。ティフォンは機動性、火力、より遠方の敵との交戦能力を向上させる装備と手段を採用している。また、革新的な戦場管理システム "NARADA" によって、悪条件化でも運用できるC4システムとして開発されている。

## 特徴

### 武装
ティフォンはKBM-1M 125mm 48口径滑腔砲を装備しており装弾筒付翼安定徹甲弾（APFSDS-T、対戦車榴弾（HEAT-TANDEM）および破片榴弾（HE-FRAG）、そしてLUCH社のHEAT-TANDEM成形炸薬弾頭を搭載し、1G46M照準器のレーザー誘導システムで誘導され、有効射程5000mで、地上目標や低空飛行のヘリコプターなどの航空機を撃墜できるKombat対戦車ミサイルを使用可能である。また、ティフォンには12.7x108mmKT-12.7重機関銃が搭載されており、遠隔操作による射撃システムと、昼夜を問わず射撃可能なサーマル・サイトを備えている。さらに、7.62×54mmR KT-7.62同軸機銃が搭載されている。ティフォンは主砲に「自動装填システム」を備えており、これは通常のT-55が毎分4発しか装填できないのに対して、戦車が移動する地形の種類に関わらず、最適な条件下では毎分8発の砲弾を発射できるという革新的なもので、自動装填は砲手と戦車長それぞれのコントロール・ボックスのボタンを押すだけで行われる。これらの革新的な技術により、ティフォン-2Aは砲手と戦車長の両方が目標を探索し、主砲を発射する能力を持つことから、「ハンターキラー」として活動できる。

### 装甲と防御
ティフォンにはパッシブとリアクティブの2種類の装甲がある。パッシブは ”Deflek" と呼ばれ、チタンとポリカーボネートの一連のプレートで構成されている。NOZH反応装甲は25mmを超える発射体に衝突した瞬間に作動する、爆発物のプレートで構成されている。このシステムによって徹甲弾に対する抗堪性をもとの5倍以上確保することができる。砲塔の両側に12門の81mm口径の発煙弾発射機を備え、Kinkey-SPシステム・コントロール・ボックスによって作動し、戦車の周囲に煙幕を生成し、敵の視覚化を無効化する。

### 動力源
当初はT-55AGMと同じエンジン、つまり850 HPの5TDFMを採用することが検討されていたが、発進速度、排気量、「砂漠」のような地形での操縦速度を向上させるために、このエンジンを改良して1050 HPの5TDFMAエンジンを搭載することになった。5TDFMAは、2ストローク、ターボチャージャー付き、フレックス燃料、5気筒、水平対抗のボクサータイプのエンジンである。エンジンの吸排気のためのシュノーケルを備えており、密閉機構によって戦車は水深1.8mまで潜水することができる。エンジンの冷却は液体で密閉された強制空冷式である。カセット式の空気清浄機は「サイクロン式」で、効率はほぼ100%となっている。このエンジンは砂漠での運用に適するように、フィルターを掃除することなく500km作動する。トランスミッションは前進5速、後退3速の2プレート遊星ギア方式のシーケンシャル変速機で、機械ー電気ー油圧のシステムを採用している。これらのシステムによって最高速度は前進で75km/h以上、後退は35km/h以上を達成している。ティフォン-2Aは新たに「油圧操舵」方式の走行システムを採用し、液晶画面に走行パラメーターや設定内容を表示するとともに、閉回路カメラを使用して後退時のモニターを表示している。点火は電気式および断熱圧縮システムによるものです。サスペンションとベアリングは新設計で、片側3本の補助ローラー、トーションバー、調整可能な強固なショックアブソーバーを採用し、不整地では65km/hまで、整地で75km/h以上、後退でも35km/h以上の速度を可能にしている。舗装路でのグリップ力を高めるために、履帯にはネオプレン製のパッドを装着している。カサナベは70km/h以上でブレーキをかけた際に路面を滑ったためにこれらのパッドを取り付けることを選択し、最適な結果を得ることができた。

## 運用者

### 現在の運用者
- アルジェリア - 試験運用、5両
- アンゴラ - 試験運用、5両
- カンボジア - 試験運用、1両

### ラテンアメリカで開発された戦車
- ブラジル ベルマルディーニMB-3タマヨ（スペイン語版）
- ブラジル オゾーリオ
- アルゼンチン TAM
- アルゼンチン TAM 2C（スペイン語版）
- アルゼンチン パタゴン

### 類似の戦車
- 中国 98式戦車
- 北朝鮮 暴風号 (M-2002)
- インド/ ロシア T-90 "Bhishma"
- イラン ズルフィカール3
- パキスタン/  中国 90-II式戦車
- ロシア T-80
- ロシア T-90
- セルビア M-84AS (M-2001)
- ウクライナ T-84
- ウクライナ T-64BM ブラート
- ソビエト連邦 T-55

### 同時代の類似任務の戦車
- エジプト T-55ラムセス2世